# خانه نصرت‌الرعایا
خانه نصرت الرعایا (لطفعلي خان ايرانپور ملقب به نصرت الرعايا) اين بنا مربوط به دوره قاجار است و در شهرستان بافت، روستای خسروآباد واقع شده و این اثر در تاریخ ۱۲ تیر ۱۳۸۴ با شمارهٔ ثبت ۱۲۰۰۵ به‌عنوان یکی از آثار ملی ایران به ثبت رسیده است.